# Heroïx
Heroïx of Abraracourcix is een personage uit de Franse stripreeks Asterix. Hij is het stamhoofd van het Gallische dorp waar Asterix en Obelix wonen. Zijn oorspronkelijke naam in het Frans en in de Nederlandse vertalingen is "Abraracourcix". De naam "Heroïx" kreeg hij in de nieuwe vertalingen vanaf 2002.
Abraracourcix is een woordspeling op "à bras raccourcis" (met de armen verkort, dat wil zeggen klaar om te vechten), in het Frans een staande uitdrukking voor "uit alle macht".

## Personage
Heroïx is een dikke man van middelbare leeftijd met rood haar, vlechtjes en een grote snor. Hij is over het algemeen een redelijke, goed geïnformeerde en dappere man die vaak ruzie heeft met zijn vrouw Bellefleur. Als Gallische hoofdman verkiest hij om zich door twee wachters op een schild te laten dragen, wat vanzelfsprekend vaak tot valpartijen en andere ongelukken leidt. De schilddragers zijn altijd dezelfde twee mannen, met een aanmerkelijk verschil in lengte, maar hun namen worden nooit vermeld.
Heroïx vocht mee in de slag bij Alesia alvorens hij stamhoofd van het Gallische dorpje werd. In Asterix en het ijzeren schild blijkt dat het schild waarop hij gedragen wordt oorspronkelijk aan de legendarische Gallische aanvoerder Vercingetorix toebehoorde. Heroïx' vader was ook een stamhoofd. Heroïx heeft een zwager die in Lutetia woont. 
Alhoewel hij deel uitmaakt van de hoofdpersonages is zijn rol in de meeste verhalen vrij beperkt. Meestal geeft hij Asterix en Obelix toestemming om op missie te gaan. In enkele albums speelt hij een grotere rol: 
- In De strijd van de stamhoofden (oorspronkelijk uitgegeven als De Kampioen) moet hij trainen voor een gevecht tegen Nogalfix, een Gallo-Romein die ook stamhoofd van zijn dorp wil worden en hem uitdaagt voor een tweekamp.
- In De lauwerkrans van Caesar belooft hij in een dronken bui dat Asterix en Obelix de lauwerkrans van Caesar aan zijn zwager zullen bezorgen.
- In Het ijzeren schild gaat hij, met Asterix en Obelix als lijfwachten, op reis naar een kuuroord om af te vallen.
- In Asterix en de Belgen vertrekt hij naar Belgica om Caesars uitspraak dat de Belgae de dappersten aller Galliërs zijn aan te vechten. Asterix en Obelix reizen hierom uit bezorgdheid met hem mee.